# Nederlandse Adelsvereniging
De Nederlandse Adelsvereniging (NAV), opgericht op 18 april 1899, heeft tot doel "de aaneensluiting te bevorderen van de leden van de Nederlandse adel tot bevestiging en versterking van zijn plaats in de maatschappij en tot steun van zijn hulpbehoevende leden".

## Geschiedenis
De Nederlandse Adelsvereniging werd opgericht op 18 april 1899. Dit gebeurde nadat enkele jaren eerder al soortgelijke initiatieven waren genomen, met name door jhr. J. Hora Siccama van de Harkstede (1853-1928). De vereniging richtte zich in eerste instantie vooral op financiële steunverlening aan personen die tot de Nederlandse adel behoorden, terwijl tezelfdertijd een discussie plaatsvond welke personen voor die steun in aanmerking konden komen. Vervolgens werd ook financiële steun verleend aan jongeren ten behoeve van bijvoorbeeld studie wanneer hun ouders dat niet konden betalen. In de vereniging werd overigens, wat vrij bijzonder was voor die tijd, niet gelet op de religieuze achtergrond van de aanvragers of ontvangers van steun. Zowel mensen van de RK adel als mensen van de Protestants Christelijke (PC-) adel mochten lid worden, zoals zij gescheiden tot die tijd en nog steeds allemaal tot een van de twee ordes der Johannieters en Malthezers konden en kunnen toetreden.
Een van de belangrijkste donoren uit de begintijd van de vereniging was jkvr. A.M.C. van Andringa de Kempenaer (1847-1914) die na haar overlijden het aanzienlijke kapitaal van 270.000 gulden aan effecten en haar villa aan de vereniging naliet.
In 1903 werd koningin Wilhelmina beschermvrouwe van de vereniging. Vanaf 1980 was Beatrix beschermvrouwe.
In 1991 werd een jongerenvereniging opgericht: de Vereniging van Jongeren van Adel in Nederland (VJAN). In 1997 werd de NAV ook lid van de in 1959 opgerichte internationale organisatie CILANE (Commission d'Information et de Liaison des Associations de Noblesse d'Europe).
In 1999 bestond de vereniging honderd jaar, hetgeen aanleiding was tot het schrijven van de geschiedenis van de NAV. In dat jaar waren er 1008 leden van de vereniging.
In 2020 schrijven, dankzij de inspanning van de NAV, veel overheidsinstanties de predicaten en titels correct in de adressering, waardoor duidelijk is of de geadresseerde als vrouw of als man is geboren, bij papieren briefwisselingen. Onbekend is vooralsnog of dit strookt met een eerder overheidsbesluit om het verschil tussen man en vrouw niet meer weer te geven in de adressering.